# ورزشگاه باییا سور
ورزشگاه باییا سور (به اسپانیایی: Estadio Bahía Sur) با ظرفیت ۱۰٬۰۰۰ نفر یکی از ورزشگاه‌های فوتبال کشور اسپانیا است که در شهر سن فرناندو ایالت اندلس واقع شده‌است. این ورزشگاه در سال ۱۹۹۲ بازگشایی شد و در حال حاضر بازی‌های خانگی باشگاه فوتبال سان فرناندو در آن برگزار می‌گردد.